# 工作機械製造事業法
工作機械製造事業法（こうさくきかいせいぞうじぎょうほう、昭和13年3月30日法律第40号）は、国防の整備および産業の発達を期するために工作機械製造事業の確立を図ることに関する法律である。

## 背景
産業の発達は一つに工作機械産業の進歩によって左右されるが、諸外国に比べてその進歩が遅れており、工作機械の種類によっては国産化されてないものも相当ありかつその性能も劣っていた。

## 概要
1938年（昭和13年）3月9日に帝国議会に提出され、3月16日に衆議院、3月22日に貴族院で可決され1938年（昭和13年）3月30日に法律第40号として公布された。
規定内容は、
一定規模（切削研磨用金属工業機械200台）以上の工作機械製造設備の新設および増設を許可制とする。
この許可された会社に対して一定期間所得税、営業収益税および地方税を免除する。
一定期間内に輸入する製造設備の輸入税を免除する。また、必要のある場合に工作機械の輸入を制限することができ、時には関税の引き上げをおこなうことができる。
政府指定の期間内に命令の定める規模以上の設備を新設または増設した場合、命令の定めるところにより鎖却を行い、その鎖却の総額が5箇年間に6割に達しないときは政府はこの差額を補償する。
政府指定の工作機械の試作を行う場合に奨励金を交付する。
公益上、必要な場合に政府は設備の改良もしくは拡張を命ずることができる。
資本の増加および社債の募集に特例を設ける（払込資本の2倍まで社債の発行を許す）。
この規定のうち政府は工作機械製造事業が景気変動の影響を大きく受けるために固定資本の鎖却の補償を行なうこととしたが、これは初めてのことでその効果が注目された。
商工省でこの規定にもとづき1938年（昭和13年）8月19日、工作機械試作奨励金交付規則を公布し、即日施行された。
1941年（昭和16年）3月15日、工作機械製造事業法改正法公布
この法律は、石油業法外十三法律廃止法律（昭和20年12月21日法律第49号）により1946年（昭和21年）1月16日に廃止されている。

## 改正
改正の目的
工作機械の需要が過多になったこと、工作機械の製作が採算上有利であったこと、不要不急品の製造が制限または禁止され転業の必要性が生じた工場が工作機械の製作に走り、多くの中小企業が工作機械工業に進出した。しかし工作機械の増産が行われたにもかかわらず、旋盤などの製作が容易であると考えられた機種に生産が集中し、製作困難な特殊機械の不足は緩和されなかった。また許可会社の製品とは違い中小企業の製品の多くは粗悪だったため当初の目標である「工作機械の飛躍的増産」を「工作機械製造技術の向上」という目標に置きかえる必要が生じた。
改正内容
・第三条第一項改正
「工作機械製造事業を営まんとするものは政府の許可を受けるべし」（ただし工場に工作機械200台を備え、命令の定める工作機械を製造しその製造のための工作機械を50台備えるものとする）の但し書きを撤廃し、小規模の工場であっても政府の許可を受けなければ工作機械製造事業を営むことができなくなった。これにより優秀な技術力がある中小規模の工場が許可事業者として同法の保護、監督をうけるようになり技術力の低い工場に関しては公布日以前に営んでいた事業の範囲内なら一定期間は継続が認められた。
・第十六条第一項改正
償却保障の認可を受けたもののみ事業計画を届け出ることを要するとしていたが、許可事業者もすべて事業計画を届け出ることを定め、政府が事業の内容を検討できるようにした。
・第二十一条第二項から第十四項までを追加
重要機械製造事業法と内容は同じ。工作機械製造業者間で協定や技術協力などを求める。

## 許可会社
改正以前の許可会社は21社だが昭和14年時点では次の16社である。
池貝鐵工所
日立工作機
唐津鐵工所
新潟鐵工所
大隈鐵工所
国産精機
芝浦工作機械
篠原機械製作所
大日本兵器
東京機械製作所
三菱電機
大阪機工
東洋機械
大阪若山鐵工所
東洋精機
津上安宅製作所